# Catedral de Peterborough
La Catedral de Peterborough (pronúncia: /piːtəɹˈβøɾou/) és una església protestant d'Anglaterra dedicada als apòstols sant Pere, sant Pau i sant Andreu. L'edifici es va construir, annexa a una antiga abadia, entre els anys 1118 i 1237 en una arquitectura de transició entre el romànic anglonormand i el gòtic. Al seu interior està la sepultura de la reina Caterina d'Aragó i la de diversos bisbes.

## Orígens anglosaxons

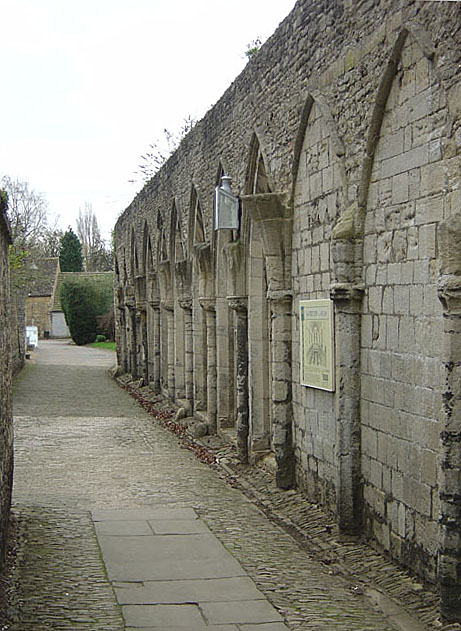
restes del refectori de l'antiga abadia

L'església original formava part d'un monestir que tenia el nom de Medeshamstede, fundat durant el regnat del rei anglosaxó Peada de Mèrcia al voltant de l'any 655 i va ser un dels primers centres de cristianització de l'Anglaterra central.La comunitat monàstica a la qual estava lligat va perdurar fins al 870, any en què es creu que va ser destruït el monestir pels vikings. En un nínxol de la capella dedicada a la mare de Déu, hi ha una pedra d'aquella època decorada amb relleus que es coneix pel nom de Hedda Stone. El relleu representa una filera de monjos. La Hedda Stone probablement es va fer poc després de l'atac viking que va acabar amb el monestir i és un homenatge als monjos fundadors.
A mitjan segle x va haver una revifalla de la vida monàstica (coincidint amb la fundació per segon cop de monestirs que s'havien abandonat a Ely i a Ramsey) que va portar a la creació d'una abadia benedictina el 966, impulsada principalment pel bisbe Athelwold de Winchester. A partir del que en quedava de l'antiga basílica, s'hi van afegir sales i es va enriquir amb la donació dels terrenys circumdants on es va aprofitar per fer una torre a la banda oest. La torre antiga, situada al centre, es va conservar. L'església es va dedicar a sant Pere. Els constructors van establir les seves cases a prop de l'església formant una barriada emmurallada o burg (en anglès normand burgh) i per això el lloc es va anomenar Peter-burgh. La comunitat va ser afavorida també el 972 per Dunstan, arquebisbe de Canterbury.
L'any 2008, durant uns treballs de reparació, es van descobrir unes pedres amb marques dels constructors datades en el segle xi.

## Evolució normanda

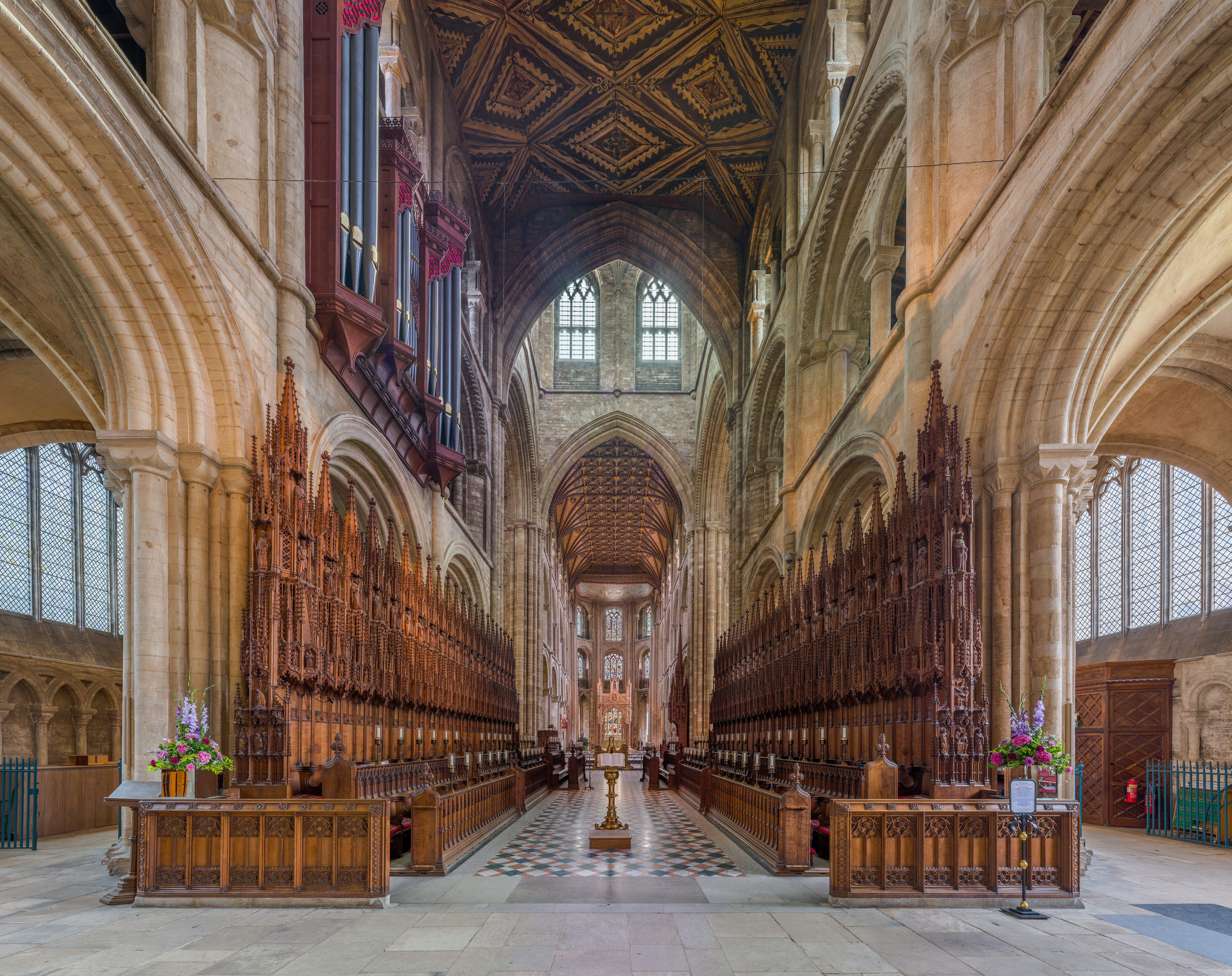
El cor amb seients a banda i banda i un orgue a la part superior esquerra.

L'edifici va patir desperfectes durant les lluites entre els invasors normands i l'heroi local Hereward, també durant un incendi que es va produir el 1116. La reconstrucció la va impulsar l'abat Joan de Sais el 1118 en estil normand.El 1193 es va acabar la nau de l'oest i es va afegir a l'església un sostre de fusta, que va estar acabat el 1250 i encara es conserva. El sostre és un exemplar únic al Regne Unit i un dels quatre d'aquesta mena que hi ha a Europa . Aquest sostre s'ha pintat dues vegades, la primera el 1745 i la segona el 1834, sense que hagi perdut l'estil i caràcter originals.

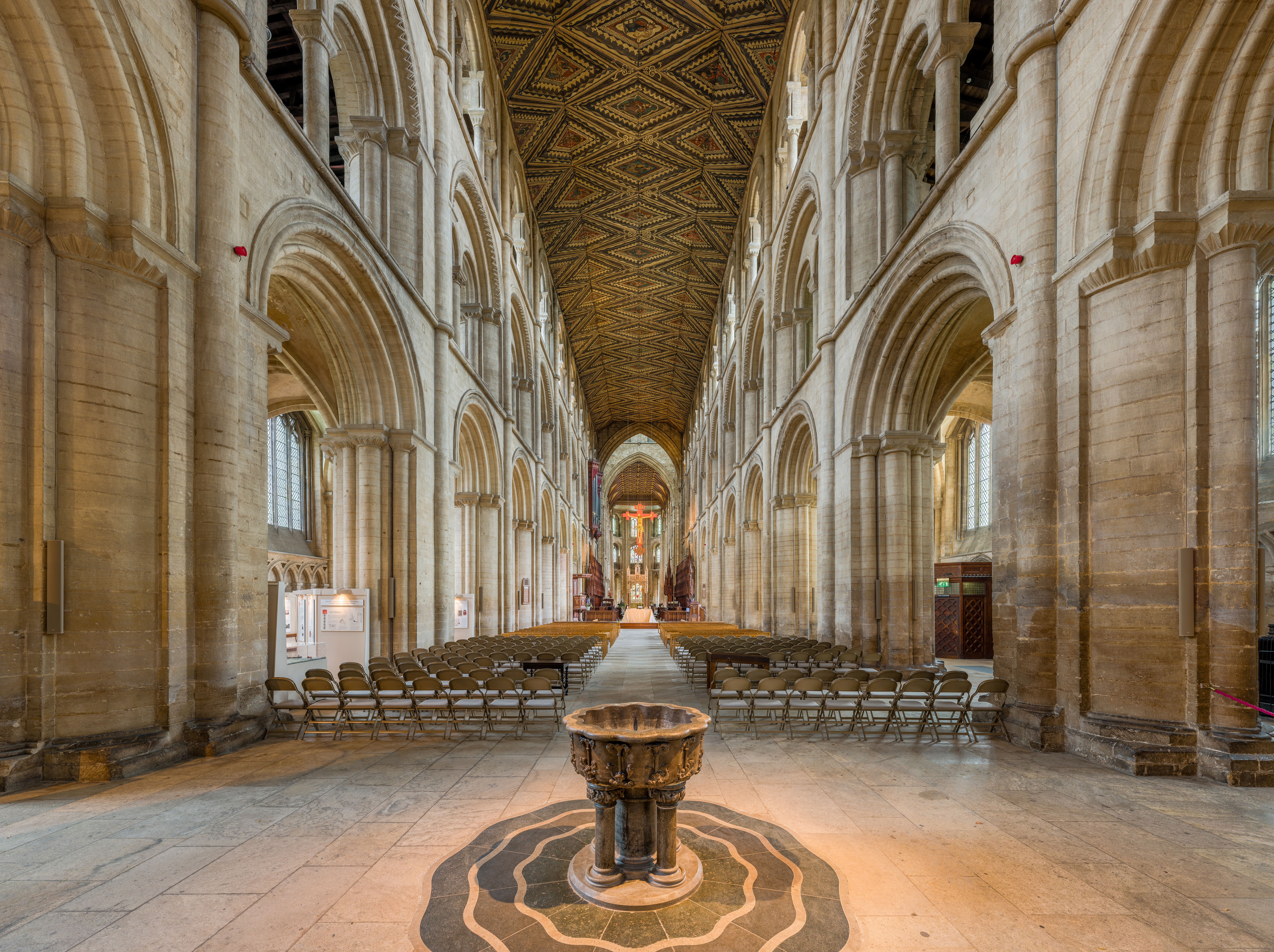
nau central

La catedral es va construir principalment amb pedra calcària de Barnack. Als propietaris de la pedrera se'ls pagava en una quantitat determinada d'anguiles per any que els monjos pescaven en un llac proper. Els historiadors de la catedral creuen que el seu emplaçament es va deure a la facilitat per transportar pedres des de la pedrera fins al lloc a través del riu Nene.
L'any 1237 després d'acabar la part oest del transsepte i el gran pòrtic de l'entrada frontal, els constructors es van passar a l'estil gòtic. Això va comportar alguns canvis en les finestres, la inserció d'una porxada per suportar el pes dels pilars afegits a l'entrada i un edifici a l'est a començaments del segle xvi, però l'estructura de l'edifici es va mantenir en essència com s'havia dissenyat al començament. La catedral es va consagrar el 1238 per Robert Grosseteste, bisbe de Lincoln.
Un trio d'arcades formen la gran portalada de la façana oest, que és la imatge característica de la catedral, única en el seu estil. La línia d'agulles del darrere precedeix quatre torres. Quan es va acabar la façana gòtica les dues torres normandes van quedar obsoletes i, en lloc d'enderrocar-les i substituir-les per unes de noves, es van conservar embellint-les amb pinacles, cornises i altres elements gòtics i, a més, es van afegir dues més per donar una sensació de continuïtat des de l'exterior.
Entre el 1496 i el 1508 es va canviar la teulada del presbiteri, que era una construcció rectangular de finals de l'època normanda, i es va posar una volta.

## La vida monàstica
Segons consta a la Història d'Hug Candidus, escrita al segle xii, entre les relíquies de la catedral hi havia: dos retalls dels bolquers del nen Jesús, un bocí del pa procedent del miracle de la multiplicació amb què Jesús va alimentar 5.000 persones, una peça de roba de Maria, la mare de Jesús, un tros de la gaiata d'Aaron, i relíquies de Sant Pere, Sant Pau i Sant Andreu, als qui està dedicada l'església.
El braç de sant Osvald de Northúmbria, que es guardava com a relíquia, va desaparèixer probablement durant els anys de la reforma protestant. Hi havia també diverses relíquies de Thomas Becket que les van portar des de Canterbury el prior Benedict (el qual va presenciar l'assassinat de Becket) quan fou nomenat abat de Peterborough.
Totes aquestes relíquies donen una idea de la importància que va tenir mentre va ser també un monestir. La comunitat de monjos que hi havia era la sisena d'Anglaterra pel que fa a ingressos econòmics en el seu període àlgid anterior a la reforma, hi havia 120 monjos, un distribuïdor d'almoines i una infermeria.

## Època Tudor

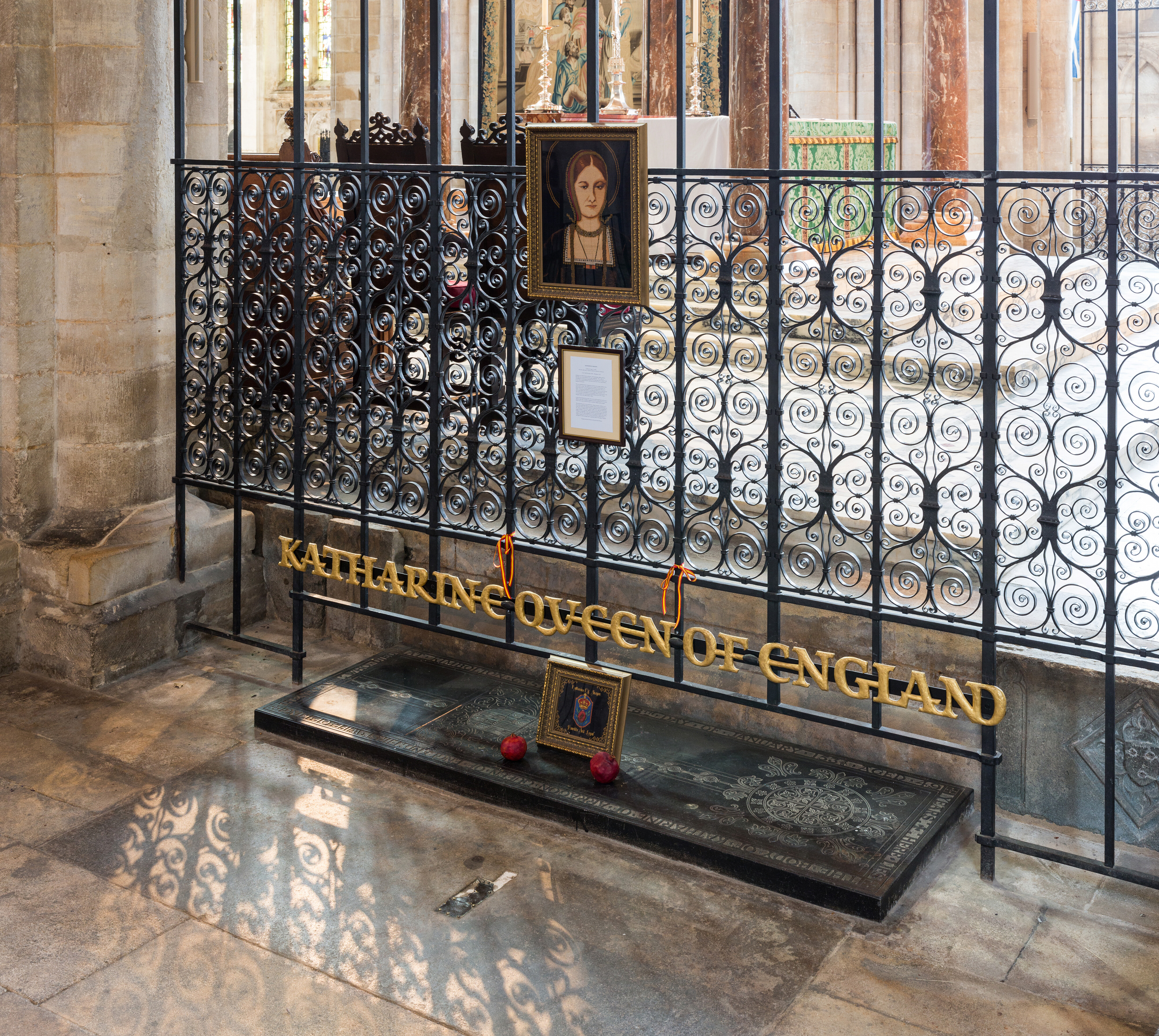
Tomba de Caterina d'Aragó.

El 1541, amb la supressió dels monestirs decretada per Enric VIII d'Anglaterra, es van perdre les relíquies. L'església va sobreviure perquè va ser seleccionada per esdevenir la diòcesi anglicana de Peterborough. La primera esposa d'aquest rei, Caterina d'Aragó, fou sebollida aquí el 1536. La tomba té la inscripció: Caterina reina d'Anglaterra, un títol que li fou denegat en el moment de la seva mort.
El 1587, el cos de Maria I d'Escòcia fou inicialment sepultat aquí, després de ser executada al castell de Fotheringhay, però més endavant es va traslladar a l'abadia de Westminster, per ordre del seu fill, el rei Jaume I d'Anglaterra i VI d'Escòcia.

## Des de la guerra civil fins a l'actualitat
La catedral va patir actes vandàlics per part de les tropes dels parlamentaris l'any 1643, durant la guerra civil anglesa. Es van trencar els vitralls de colors i van destruir els seients del cor i van tombar l'altar major i el retaule que hi havia, també van tombar el claustre i la capella de la mare de Déu. Totes les estàtues i imatges commemoratives van ser malmeses o destruïdes.

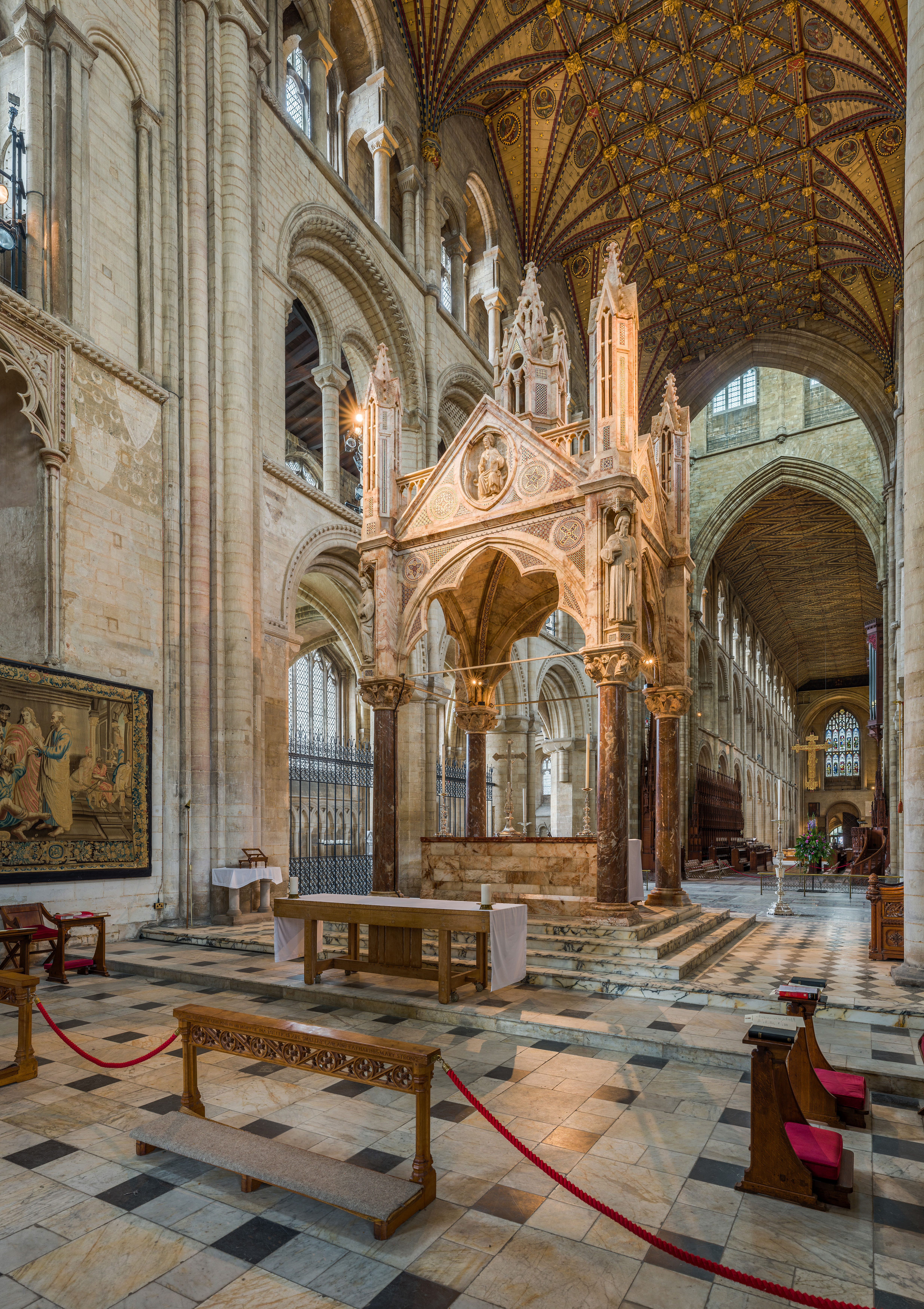
Càtedra bisbal de l'altar major

Durant els segles xvii i xviii es van reparar alguns desperfectes. El 1883 es va iniciar una extensiva restauració, començant pels pilars interiors, el cor i la façana occidental es va refer completament sota la supervisió de John Loughborough Pearson, es van afegir uns seients nous al cor, la càtedra bisbal a l'altar major, el paviment de marbre del púlpit i finalment va recobrar el seu antic esplendor. Aprofitant les obres es va fer una reforma a la torre central, traient-li alçada lleugerament per alleugerir-li el pes.
El 22 de novembre del 2001 va haver un incendi que sembla que va ser intencionat. El foc es va iniciar en unes cadires de plàstic que estaven emmagatzemades en una sala al nord del cor. Afortunadament el foc va ser descobert per un dels sagristans i això va permetre una ràpida resposta per part dels serveis d'emergència. Per desgràcia llavors s'acabava de completar la restauració de la pintura del sostre i no es va poder apreciar el resultat. El fum espès que va produir la crema de plàstic va enfosquir part de la catedral. El punt central del foc estava proper a l'orgue que es va fer malbé per la calor i l'aigua que van fer servir els bombers, quedant inservible durant anys. Es van salvar alguns seients plegables (misericords) únics en el seu estil.
A partir del 2006 es va dur a terme un intensiu programa de reparacions que ha costat més de mig milió de lliures. Per pagar les obres es va procedir a recollir donatius a canvi d'adoptar una pedra.
L'escultor Alan Durst va ser el responsable de la restauració de les estàtues de la façana occidental.

## Tombes
- Kyneburga, Kyneswide i Tibba: germanes i filles del rei Penda de Mèrcia. Kyneburga († c. 680) va fundar un convent i fou abadessa a Castor i fou enterrada allà però anys més tard va ser traslladada a aquesta catedral. Les tres germanes van ser venerades com a santes.
- Ralph el Tímid († 1057), comte de Hereford i nebot d'Eduard el Confessor
- Caterina d'Aragó, reina d'Anglaterra
- William Connor Magee, arquebisbe de York
- Alexandre de Holderness, 12è abat de Peterborough
- John Hinchliffe, bisbe de Peterborough (1769–1794)
- John Towers, bisbe de Peterborough (1639–1649)
- Francis Dee, bisbe de Peterborough (1634–1638)
- Richard Howland, bisbe de Peterborough (1584–1600)
- John Chambers, primer bisbe de Peterborough (1541–1556)
- Ælfric Puttoc, arquebisbe de York i bisbe de Worcester
- Cynesige, bisbe de York

## Organistes
Entre els organistes que han tocat en aquesta catedral estan:
- Stanley Vann
- Malcolm Sargent
- Thomas Armstrong